# TVR T350
Der TVR T350 ist ein zweisitziger Sportwagen, den TVR in Blackpool (England) von 2002 bis 2006 herstellte. Er basiert auf dem Tamora und wird von TVRs Speed Six-Motor mit 3,6 l Hubraum und 350 bhp (261 kW) Leistung angetrieben. Den T350 gibt es als Coupé (T350C) und als Targa (T350T). Der T350 ist die Basis für den Sagaris.

## Technische Daten
| TVR T350                          | Daten                                                                                         |
| --------------------------------- | --------------------------------------------------------------------------------------------- |
| Motor:                            | TVR Speed Six, 6-Zylinder-Reihenmotor, 4 Ventile/Zylinder                                     |
| Hubraum:                          | 3605 cm³ (3,6 l)                                                                              |
| Bohrung × Hub:                    | 93 mm (3,7 in) × 83 mm (3,3 in)                                                               |
| Leistung:                         | 350 bhp (261 kW) bei 7200 min−1                                                               |
| Drehmoment:                       | 393 Nm bei 5500 min−1                                                                         |
| Getriebe:                         | 5-Gang, Knüppelschaltung                                                                      |
| Radaufhängung (vorne und hinten): | einzeln an doppelten Querlenkern, Schraubenfedern und Gasdruckstoßdämpfern mit Stabilisatoren |
| Bremsen:                          | Innenbelüftete Scheibenbremsen mit - 304 mm Durchmesser (vorne) - 282 mm Durchmesser (hinten) |
| Räder:                            | 18”-Aluminiumräder mit Reifen - 225/35 R18 (vorne) - 235/40 R18 (hinten)                      |
| Chassis und Karosserie:           | Gitterrohrrahmen, Karosserie aus glasfaserverstärktem Kunststoff (GFK)                        |
| Gewicht:                          | 1.187 kg                                                                                      |
| Höchstgeschwindigkeit:            | ca. 304 km/h                                                                                  |
| Beschleunigung 0–100 km/h:        | 4,4 Sekunden                                                                                  |
| Beschleunigung 0–160 km/h:        | 9,5 Sekunden                                                                                  |